# Untamed (1929)
Untamed is een Amerikaanse dramafilm uit 1929 onder regie van Jack Conway. In Nederland werd de film destijds uitgebracht onder de titel De ontembare.

## Verhaal
Bingo heeft haar leven doorgebracht in Zuid-Amerika. Na de dood van haar vader erft ze zijn oliemaatschappij en ze is genoodzaakt naar New York te verhuizen. Onderweg ontmoet ze de arme, maar aantrekkelijke Andy. Hij kan het echter niet hebben van haar geld te moeten leven en begint een relatie met Marjory, hoewel hij nog wel van haar houdt.

## Rolverdeling
| Acteur            | Personage      |
| ----------------- | -------------- |
| Joan Crawford     | Bingo          |
| Robert Montgomery | Andy           |
| Ernest Torrence   | Ben Murchison  |
| Holmes Herbert    | Howard Presley |
| John Miljan       | Bennock        |
| Gwen Lee          | Marjory        |
| Edward J. Nugent  | Paul           |
| Don Terry         | Gregg          |
| Gertrude Astor    | Mevrouw Mason  |
| Milton J. Fahrney | Jollop         |
| Lloyd Ingraham    | Dowling        |
| Grace Cunard      | Milly          |
| Tom O'Brien       | Moran          |
| Wilson Benge      | Billcombe      |